# Piet Muntendam
Pieter (Piet) Muntendam (Amsterdam, 22 september 1901 – Den Haag, 4 oktober 1986) was een Nederlandse arts, hoogleraar en politicus.

## Loopbaan
Muntendam was een van de grondleggers van de sociale geneeskunde. Hij begon als 24-jarige dorpsdokter in Drenthe waar diepe armoede heerste en bond er de strijd aan met de tuberculose en de hoge zuigelingensterfte. Hij was met zijn hele gezin actief in het verzet.
Na de Bevrijding werd hij geneeskundig inspecteur voor de volksgezondheid voor Groningen, Friesland en Drenthe, om later te promoveren tot directeur-generaal volksgezondheid. Hij was de eerste staatssecretaris voor de volksgezondheid, in het kabinet-Drees I, maar trok zich terug omdat de politiek hem niet bleek te liggen.
Muntendam eindigde zijn loopbaan als hoogleraar, rector van de Rijksuniversiteit Leiden en lid van talrijke adviescolleges. Hij zette zich in voor een betere kankerbestijding en ijverde na het verschijnen van Paul Ehrlichs The Population Bomb (1968) voor een betere bevolkingspolitiek. Een autobiografische aantekening begon met de opmerking dat hij, hoewel hij van mening was dat de bevolkingsomvang diende te worden teruggedrongen, was geboren.

## Commissie Muntendam

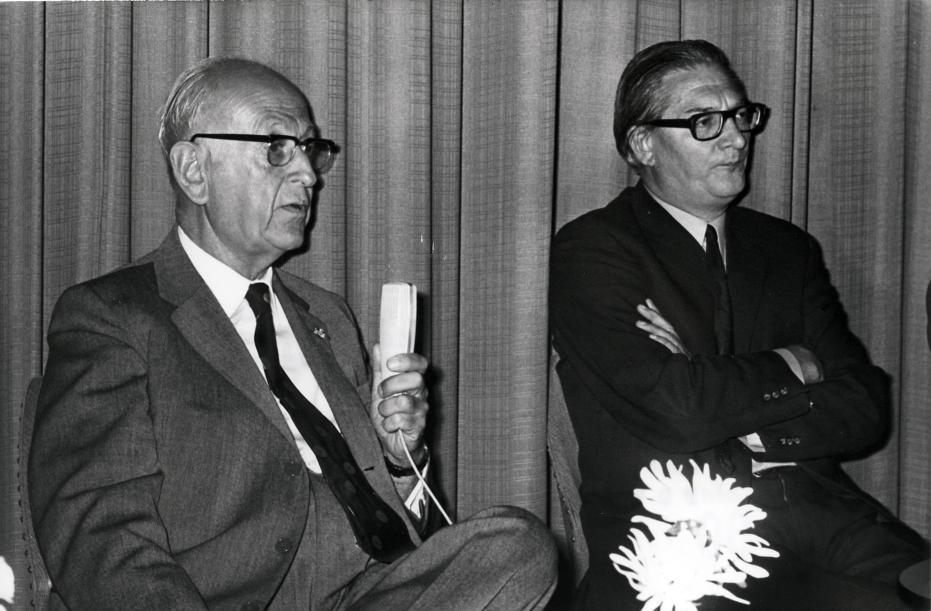
Muntendam (links) op persconferentie
25 juli 1972

Diverse staatscommissies werden Commissie Muntendam genoemd, naar de voorzitter.
- De Staatscommissie inzake Kankerbestrijding, opgericht in 1948
- De Staatscommissie Bevolkingsvraagstuk, werd in 1972 opgericht. Op 25 januari 1975 werd het eindrapport "Bevolking en welzijn van Nederland" aangeboden aan de toenmalige minister van Volksgezondheid en Milieuhygiëne, Irene Vorrink. Op 7 februari 1977 werd de commissie opgeheven.

In 1979 verscheen Aulaboek 615 met de titel "Meer mensen, minder welvaart?", waarin integraal de aanbevelingen van commissie Muntendam werden overgenomen. De bevolkingsgroei, en dus ook de immigratie baarde de commissie zorgen en zij stelde onder meer voor de immigratie af te remmen en de emigratie te stimuleren.
- In 1981 bracht de Commissie Alternatieve Geneeswijzen (CAG) het rapport "Alternatieve Geneeswijzen in Nederland" uit.

Verder was hij onder meer voorzitter van de Nederlandse Vereniging voor een Vrijwillig Levenseinde, waarin hij veel te maken had met dr mr H.A.H. van Till.

## De Prof. dr. P. Muntendamprijs
Professor dr. P. Muntendam was van 1968 tot 1975 de voorzitter van de Stichting Koningin Wilhelmina Fonds. Bij zijn afscheid werd een naar hem genoemde prijs ingesteld voor bijzondere verdiensten voor kankerbestrijding in Nederland. Deze prijs werd voor het eerst uitgereikt in 1976. De prijs kan toegekend worden omwille van onder andere het wetenschappelijk kankeronderzoek, de patiëntenzorg, voorlichting, fondsenwerving.